# Thamnomys kempi
Thamnomys kempi és una espècie de mamífer rosegador de la família dels múrids. Viu a altituds d'entre 1.800 i 3.900 msnm a Burundi, la República Democràtica del Congo i Ruanda. El seu hàbitat natural són les bardisses de les parts obertes dels boscos montans. Està amenaçat per la destrucció del seu medi a conseqüència de l'expansió dels camps de conreu i la tala d'arbres. L'espècie fou anomenada en honor del comptable i naturalista Robin Kemp.